# Coraliomela vicina
Coraliomela vicina es un coleóptero de la familia Chrysomelidae.
Fue descrita científicamente en 1840 por Guérin-Méneville.